# 山根久幸
山根 久幸（やまね ひさよし、1937年8月21日 - ）は、日本の俳優。本名は同じ。
東京府出身。日本大学卒業。劇団民藝、アクターズカンパニー、日活、を経て、アクロス エンタテインメント所属。
身長175cm、体重65kg、血液型はO型。

## 出演

### 映画
- 警察日記 ブタ箱は満員（1961年） - 学生服の若い男
- 出撃（1964年） - 里村少尉
- 落葉の炎（1965年） - 堀井秀哉
- 反逆（1967年） - 中尾
- 野獣を消せ（1969年） - 婚約者
- 私が棄てた女（1969年） - 太田
- 朝霧（1971年） - 坂井恭一
- 裸の大将放浪記（1981年） - 陸軍中佐
- 南十字星（1982年） - 中佐
- 3年目の浮気（1983年） - 企画営業部長
- 想い出のアン（1984年）
- Zの回路 復讐の裏ゴト師（1996年） - ニューセンチュリー静岡店店長
- わが母の記（2012年） - 老教授
- 鉄眼（如空）

### テレビドラマ
- 近鉄金曜劇場 / 愛とこころのシリーズ 若い旅びとの歌（1967年）
- 俺は用心棒 第4話「脱出」（1967年） - 川北数馬
- 東芝日曜劇場 / 夜の眼（1967年）
- 連続テレビ小説
  - あしたこそ（1968年 - 1969年） - 次郎
  - チョッちゃん 第76回（1987年）- 杉浦
  - 君の名は（1991年）
- 待っていた用心棒 第19話「同志たちの夜」（1968年）
- 次郎長三国志（1968年） - 島小僧喜代蔵
  - 第23話「長脇差無頼」
  - 第26話「血煙り荒神山」
- 帰って来た用心棒 第8話「野分の中」（1968年） - 木村小太郎
- 天を斬る 第12話「襲撃札の辻」（1969年）
- あの娘がいいな（1970年） - 伴達也
- 特別機動捜査隊
  - 第507話「歩行者天国」（1971年） - 五十嵐
  - 第688話「汚れた天使の死」（1975年） - 浅見
  - 第726話「女と祭」（1975年） - 水沼
  - 第745話「大学は出たけれど」（1976年） - 佐山
  - 第785話「暴走時代」（1976年） - 上原知也
  - 第786話「女子高生と野獣」（1976年） - 池島
- 軍兵衛目安箱 第19話「密告」（1971年） - 谷口
- 世なおし奉行 第23話「怒りの天」（1972年）
- 荒野の素浪人 第1シリーズ 第59話「謀略 皆殺しの砦」（1973年）
- ぶらり信兵衛 道場破り 第1話「人情裏長屋」（1973年、フジテレビ）
- 旗本退屈男（1973年 - 1974年） - 太郎助
- 若い!先生（1974年） - 米原先生
- 白い牙 第23話「葬いのバラード」（1974年）
- ウルトラシリーズ
  - ウルトラマンレオ 第22話「レオ兄弟対怪獣兄弟」（1974年）
  - ウルトラマンティガ 第27話「オビコを見た!」（1997年） - タクシーの運転手
- イナズマンF 第21話「死者部隊ルート047」（1974年） - 医師
- 大都会シリーズ
  - 大都会 闘いの日々（1976年） - 新井記者
  - 大都会 PARTII（1977年） - 新井記者
    - 第1話「追撃」
    - 第5話「明日のジョー」
    - 第8話「眼には眼を」
    - 第19話「別件逮捕」
    - 第32話「刑事黒岩の命」
    - 第39話「グッドバイ・1977」
- 太陽にほえろ!
  - 第189話「人形の部屋」（1976年） - ファッションショー関係者
  - 第479話「怒りのラガー」（1981年） - 今井（木村の同僚）
- 非情のライセンス 第2シリーズ 第86話「兇悪の流転」（1976年） - 三木
- 今日だけは（1977年） - 慎三
- 新・二人の事件簿 暁に駆ける 第28話「足長おじさんは殺人者」（1977年）
- 江戸の旋風III（1977年）
  - 第20話「浮世絵人気競べ」
  - 第29話「壊れた人形」
- 金曜ドラマ / 岸辺のアルバム 第15話（1977年） - 市民
- 達磨大助事件帳 第10話「復讐の果てに」（1977年）
- 七人の刑事 第3シーズン
  - 第12話「爆破軍団」（1978年）
  - 第55話「蝶がとぶとき・医大殺人事件」（1979年）
- ゴールデンドラマシリーズ / 飢餓海峡（1978年）
- 花王 愛の劇場 / 転落の詩集（1978年） - 大倉刑事
- 木曜座 / たとえば、愛 第8話（1979年） - 俵善三
- 大空港
  - 第45話「愛の墓標 次に消されるのはどいつだ!」（1979年） - 坂東
  - 第75話「失われた戦場 さらば友よ!」（1980年）
- 西部警察シリーズ
  - 西部警察 - 新聞記者
    - 第5話「爆殺5秒前」（1979年）
    - 第6話「横浜銃撃戦」（1979年）
    - 第14話「殺し屋参上」（1980年）
    - 第19話「よみがえる一弾」（1980年）
    - 第22話「少年」（1980年）
    - 第23話「トリック・プレー」（1980年）
    - 第24話「獅子に怒りを!」（1980年）
    - 第29話「島原の子守唄」（1980年）
    - 第43話「4号岸壁の殺人」（1980年）
    - 第45話「大激走! スーパーマシン」（1980年）
    - 第53話「特ダネの罠」（1980年）
    - 第59話「残った一発の弾丸」（1980年）
    - 第69話「マシンX爆破指令」（1981年）
    - 第74話「出発」（1981年）
    - 第78話「射殺」（1981年）
    - 第84話「危険な女」（1981年）
    - 第123話「松田刑事、絶命!」（1982年）

  - 西部警察 PART-II - 新聞記者
    - 第9話「罠」（1982年）
    - 第14話「男たちの絆」（1982年）
    - 第17話「絶命!! 暴走トラック」（1982年）
    - 第31話「1000万ドルの恋人」（1983年）

  - 西部警察 PART-III 第65話「鮮血の絆!」（1984年） - 新聞記者
  - 西部警察 SPECIAL（2004年）
- ザ・ハングマンシリーズ
  - ザ・ハングマン（1981年）
    - 第15話「おもちゃの首の怨み唄」
    - 第31話「サギ師野郎 危ない綱渡り」 - 警察官

  - ザ・ハングマン6 第4話「リモコンナイフで首筋を襲え!」（1987年）
- 特捜最前線
  - 第230話「ストリップ・スキャンダル!」（1981年）
  - 第314話「妻たちの犯罪日誌!」（1983年）
- おはよう24時間（1982年） - 泉大吉
- 大江戸捜査網
  - 第628話「おんな風呂殺しの湯煙り」（1984年） - 小山田
  - 平成版 第1シリーズ 第22話「恐怖の逃がし屋」（1991年）
- 誇りの報酬 第30話「濡れた舗道に咲いたバラ」（1986年） - 巡査
- あぶない刑事シリーズ
  - あぶない刑事 第21話「決着」（1987年） - 児島
  - もっとあぶない刑事 第7話「減俸」（1988年） - 刑事
- 水曜ドラマ / 続イキのいい奴（1988年）
- 夏樹静子トラベルサスペンスシリーズ / 東名高速殺人行 白いクーペの女（1988年）
- 土曜ワイド劇場 / 仙台・松島湾島めぐりツアー殺人事件 実年素人探偵とおんな秘書の名推理 湯煙に隠された疑惑!（1989年）
- 風子〜いつの日か風のように〜（1990年）
- あいつがトラブル 第6話「いまどきの刑事は死なない!」（1990年）
- 代表取締役刑事（1991年） - 市村弓
  - 第24話「シンデレラ」
  - 第30話「長いお別れ」
- 生命燃ゆ（1992年） - 白川大分工場技術主任
- 金曜ドラマシアター→金曜エンタテイメント
  - 今、ときめいて白きランナー・母親として女として走り抜くフルマラソン! 五輪出場への孤独で熱い戦い!!（1992年）
  - 検察捜査（1995年）
- 愛しの刑事（1992年） - 紀の国屋
- 月曜ドラマスペシャル→月曜ゴールデン
  - 美人秘書の秘密 第2作（1993年）
  - SP 八剱貴志（2015年） - 吉峰希望の菩提寺住職
- 火曜サスペンス劇場 / 弁護士・朝日岳之助 第6作「顔の見えない殺人者（1995年）
- サラリーマン金太郎4（2004年）
  - 第1話「平社員が日本を変えるぞ!」
  - 第4話「全女性必見! 夢の…ホテル建設」
  - 第6話「男の涙! 家族の愛! 男の友情!」
- 女と愛とミステリー / 信濃のコロンボ事件ファイル 第6作「軽井沢殺人事件」（2004年）
- アンテナ22特別版 総理大臣小泉純一郎 歴史に残る2000日（2006年） - 江藤隆美

### Vシネマ
- 聖少女仮面 マルガリータ（1992年）
- どチンピラ4（1993年） - マスター
- 重役秘書 京香（1998年） - 楢崎喜八郎
- 脱獄ドクター いのち屋エンマ（2012年）

### CM
- YKK

### テレビアニメ
2013年
- 銀河機攻隊 マジェスティックプリンス

### ラジオ
- 父と子（勝）
- 人の知らない花（西本）

### 舞台
- お登勢と川（伊助、語り）
- カンガルー
- 帰郷（小林）
- 群上の立百姓（太助）
- 舌切り雀（お爺さん）
- じゃじゃ馬ならし（ヴァンセンショー、カーティス）
- ジュリアス・シーザー（ジュリアス・シーザー）※主演
- 調布わが町（桜井道明）
- テンペスト（ナポリ王）
- どん底 ※デビュー作[4]
- 日本の騎士（イワン）
- 花の十朗太（青江小金吾）
- 信長
- ハムレット（牧師）
- 星の牧場（トロンボーン）
- 見よ、飛行機が高く飛べるを（校長）
- リア王（医師）
- 渡哲也特別公演・信長（青山与三右衛門）

### PV
- 高橋みなみ『破れた羽根』（2013年）